# Monasterio de Gudareji

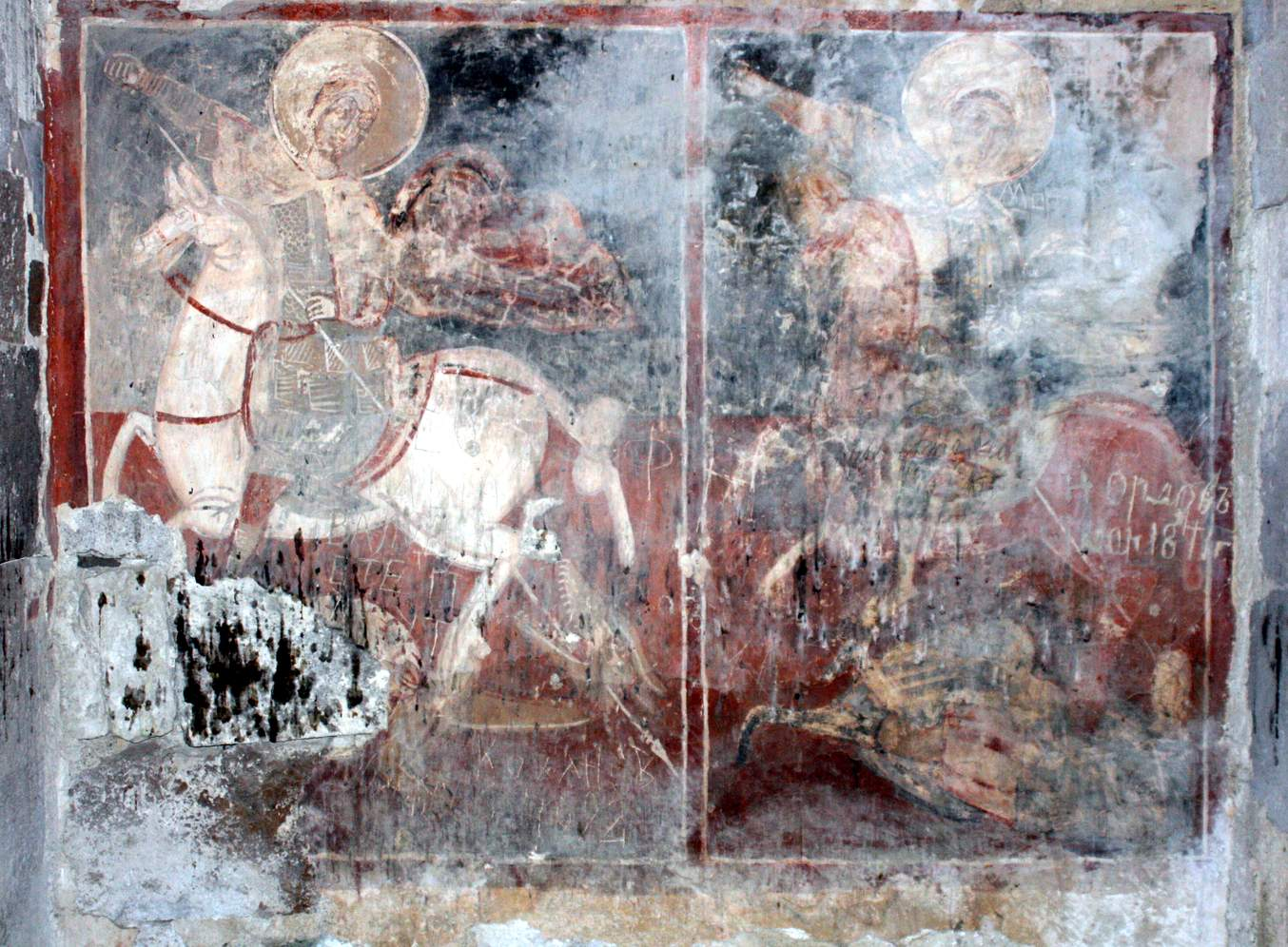
Frescos conservados en la iglesia del monasterio.

Monasterio de Gudareji ( en idioma gegorgiano: გუდარეხის მონასტერი) ubicado en Georgia, región de Kvemo Kartli, desde el norte a unos 8 kilómetros se encuentra el pueblo Gudarekhi. El complejo está inscrito en la lista de Monumentos culturales inamovibles de importancia nacional.

## Historia
Una investigación arqueológica a gran escala de la zona se llevó a cabo en 1938 y 1939. Revela los restos de un asentamiento urbano medieval con una producción de cerámica bien desarrollada. El complejo consta de un palacio en ruinas, locales de viviendas, una bodega, un edificio de pilastras y varias otras estructuras que datan de los siglos XII-XIII y XVI-XVII.
El templo principal de Gudarekhi está construido por el arquitecto Chichaphosteridze, según consta en una inscripción del muro de la iglesia:«Esta iglesia santa fue construida por Chichaporisdze, un gran pecador para dar gloria a la reina Rusudan y sus descendientes».

## Arquitectura

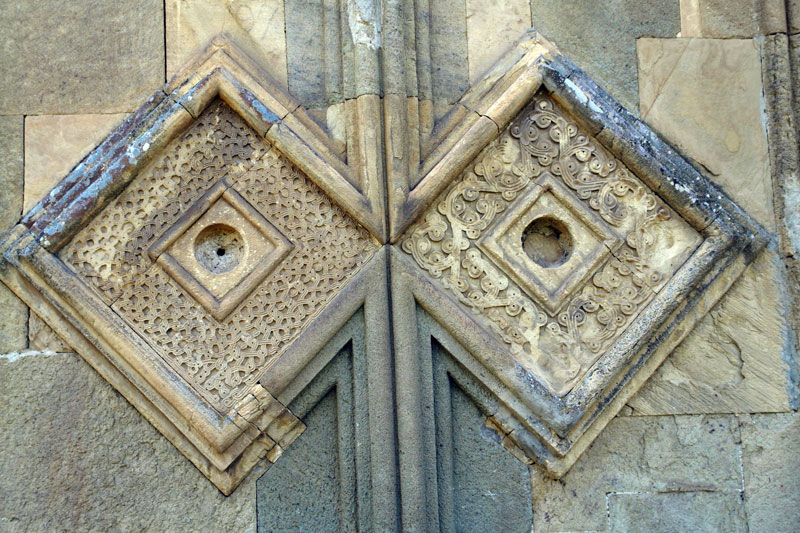
Piedras triangulares talladas en la fachada oriental.

El monasterio de Gudarekhi se alza sobre una colina boscosa, al oeste del pueblo homónimo. El complejo está encerrado por un muro en ruinas, dentro del cual se encuentran la mayoría de las estructuras. La iglesia principal, Theotokos, es un diseño de iglesia con planta de salón, que mide 16,2 × 9,5 m sin anexos, y está construida con bloques de piedra amarillenta labrada suavemente. Termina en un ábside semicircular al este y tiene la única entrada al sur. Se conservan fragmentos de pinturas murales. Las fachadas están ricamente talladas. La fachada oriental tiene dos muescas triangulares; en la parte superior de la ventana hay una gran cruz tallada.  
El campanario de dos pisos con planta rectangular, fue construido en 1278 por Demetrio II de Georgia. y es el campanario con fecha más antigua que existe en Geòrgia. La planta baja del campanario está abierta, la parte superior es una sala hipóstila con ocho pilares arqueados y una pequeña celda que descansa sobre ellos. Una inscripción asomtavruli en el muro oriental conmemora al rey Demetrio II de Georgia y al sacerdote Abraham.
La iglesia anteriormente poseía un iconostasio muy decorado que ahora se exhibe en el Museo de Arte de Georgia en Tiflis. El monasterio está bajo la supervisión de las diócesis de Mangli y Tsalka. El complejo fue reparado en 2006.